# HD20150
HD20150 — хімічно пекулярна зоря спектрального класу A1, що має видиму зоряну величину в смузі V приблизно 4,9.
Вона  розташована на відстані близько 340,1 світлових років від Сонця.

## Фізичні характеристики
Зоря HD20150 обертається
досить швидко
навколо своєї осі. Проєкція її екваторіальної швидкості на промінь зору становить Vsin(i)=133км/сек.